# Marion Jackman
Pour les articles homonymes, voir Jackman.
Marion Jackman, née Marion Hawcroft en 1942, est une joueuse professionnelle de squash représentant l'Australie.

## Biographie
Marion Jackman commence à jouer au squash en 1962 et, après avoir pris plusieurs fois sa retraite temporaire, elle  arrête finalement de jouer en 2003.
Au début de sa carrière, Marion Jackman participe à des tournois en Australie. Elle voyage dans le monde entier pendant un an pour participer à des tournois en 1975, au cours desquels elle est finaliste du British Open (le championnat du monde effectif de ce sport à l'époque), s'inclinant en finale face à Heather McKay. En 1976, elle devient professionnelle à l'âge de 34 ans. Cette année-là, un championnat du monde non officiel, connu sous le nom de championnat du monde de squash féminin, est inauguré. Il se déroule à Brisbane, et Jackman est classée tête de série no 3 derrière McKay et Sue Newman. Elle bat Sue Newman en demi-finale, avant de s'incliner en finale contre McKay.
Marion Jackman remporte le championnat d'Australie en 1974, et remporte également 11 titres consécutifs dans l'État du Queensland de 1964 à 1974. En 1980, en tant que joueuse senior, elle remporte le premier titre australien des plus de 35 ans.
Marion Jackman reçoit la médaille des sports australiens en 2000, et est intronisée au Queensland Squash Hall of Fame en 2006.

## Palmarès

### Finales
- Championnats du monde de squash: 1976
- British Open : 1975